# Nuño Muñoz
Nuño Muñoz (o Nuñez) detto él de Castrojeriz (quello di Castrojeriz). Nuño anche in spagnolo, in portoghese e in galiziano (metà del IX secolo – Regno di León, 914 circa), è stato conte di Castiglia dall'897 circa al 909 circa.

## Origine
Sembra probabile che fosse discendente di quel Nuño Nuñez "Rasura" che, dopo l'820, fu uno dei due primi giudici di Castiglia.

Il padre era Munio Núñez "él de Brañosera", che nell'824 concesse la Carta Puebla (concessioni fatte alla popolazione per facilitare il ripopolamento di alcune zone della Castiglia) di Brañosera. La madre si chiamava Argilo.

## Biografia
La sua prima apparizione storica risulta nel ripopolamento e nella difesa del castello di Castrojeriz (882), avendo come base la città di Amaya; secondo il CHRONICON ALBELDENSE, quando l'emiro Muhammad I ibn Abd al-Rahman attaccò la Castiglia, Nuño abbandonò il castello in quanto non lo riteneva difendibile (castrum quoque Sigerici ob adventum Saracenorum Munio, filius Nunni, eremum dimisit, qnia non erat adhuc strendue munitum), e il castello fu occupato dai musulmani l'anno seguente.

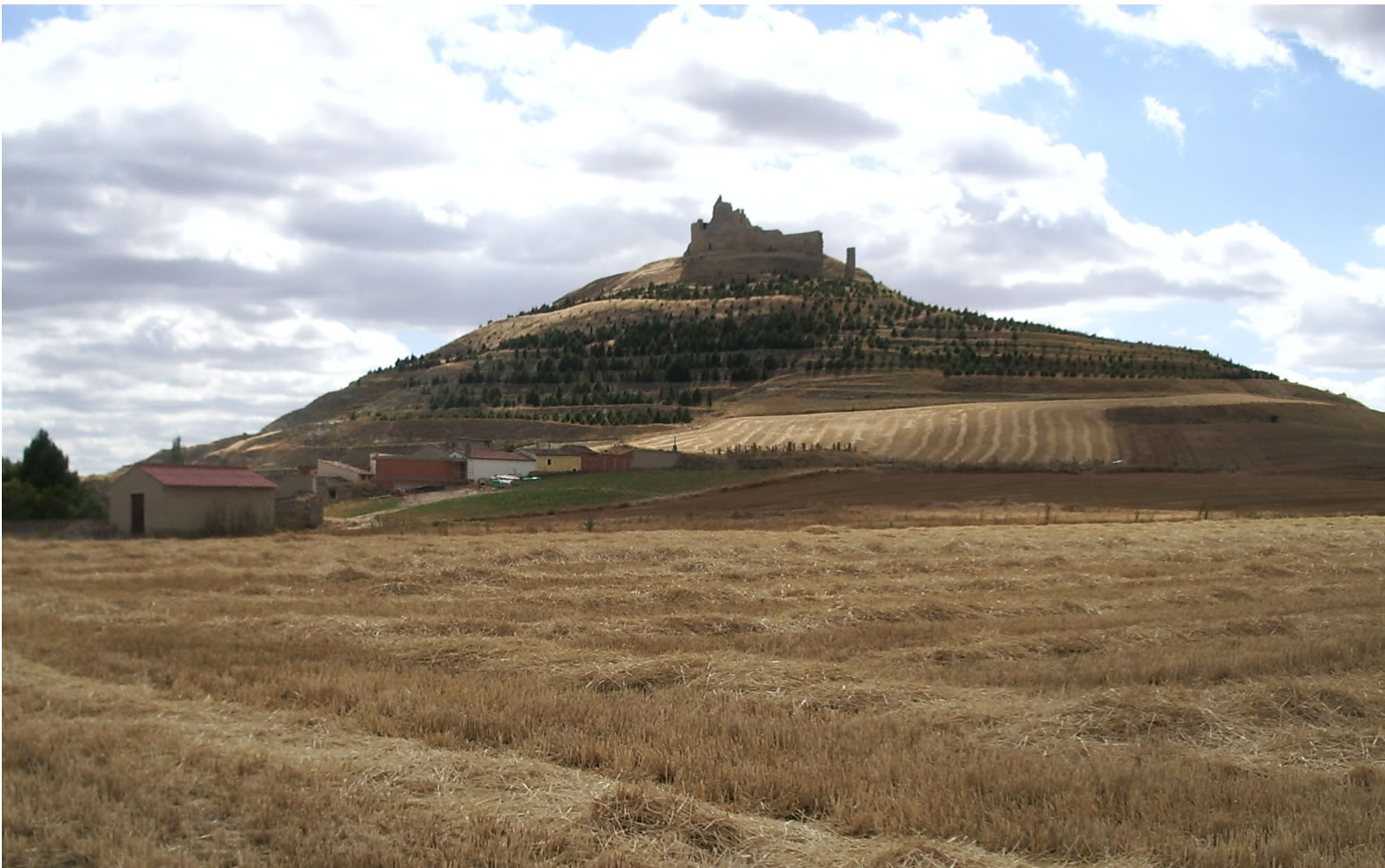
Il castello di Castrojeriz

Dopo la morte del suo predecessore, suo cognato Diego Rodriguez Porcelos, nell'885, la contea si era frantumata in tante piccole contee; verso la fine del secolo, ca. nell'899, dopo avere riunito alcune contee nate dal frazionamento, ridiede vita ad una contea di Castiglia, seppure di dimensione ridotta rispetto a prima.

La penisola iberica nel 910 circa.

Il primo documento storico in cui appare il suo nome e viene denominato conte (Munio Muniz comes), è il documento n° XXV, datato 899, inerente la consazione della chiesa di Santiago di Compostela, fatta dal re delle Asturie Alfonso III Magno, come riportato nelle Apendices della HISTORIA de la IGLESIA DE SANTIAGO DE COMPOSTELA, TOMO II.
Sembra che tra il 901 e il 904 Nuño perse il controllo della contea, perché Alfonso III nominò conte di Castiglia, Gonzalo Téllez, in contrapposizione a Nuño Muñoz.
Sua figlia Muniadomna aveva sposato il futuro re di León García I, figlio primogenito del re delle Asturie Alfonso III Magno.

García, istigato da Nuño Muñoz, nel 910 capeggiò una cospirazione ordita per destituire il padre e prenderne il posto; ma la cospirazione fu scoperta da re Alfonso III, che ebbe la certezza della partecipazione di García; allora, secondo l'arcivescovo di Toledo Rodrigo Jiménez de Rada, nel suo Historia De Los Hechos De España (in cui Nuño Muñoz viene citato come Nuño Fernández), Garcia fu incarcerato a Gozón su ordine del padre.
Nuño Muñoz, sempre citato come Nuño Fernández, organizzò una sollevazione di nobili appoggiata anche dalla regina Jimena e dagli altri figli di Alfonso III, Fruela e Ordoño, che portò Alfonso III a liberare García, nominandolo suo successore con supremazia anche sui fratelli, e spartì il regno tra i suoi tre figli maggiori:
- a García il figlio maggiore andò il León
- a Ordoño, il secondogenito andò la Galizia
- a Fruela, terzogenito andarono le Asturie

Dopo tale data Nuño collaborò con il genero, Garcia, e fu tra i protagonisti, assieme a Gonzalo Fernández conte di Burgos e a Gonzalo Téllez (che fu il ripopolatore di Osma), dell'espansione, completata nel 912, del regno di León, come riportano gli Annales Complutense, sino al fiume Duero, come riportano anche La web de las biografias, e il Diccionario biográfico español, Real Academia de la Historia
.
Non si sa la data esatta della sua morte, comunque non viene più citato dopo il 914.

## Matrimonio e discendenza
Dalla moglie, che con ogni probabilità era la figlia del conte di Castiglia, Rodrigo, Nuño Núñez ebbe due figli:
- Nuño Nuñez "él de Roa", che fu conte di Castiglia tra il 914 e il 915.
- Muniadomna, che, come conferma la Cronaca di Sampiro[11], in prime nozze, aveva sposato García[12], che, ancora secondo il Chronicon de Sampiri era il figlio primogenito del re delle Asturie Alfonso III il Grande e di Jimena Garcés[13].
Dopo essere divenuta regina, Muniadomna, assieme al marito, Garcia, fece almeno tre donazioni al Monasterio de San Pedro de Eslonza nel comune di Gradefes, come riportato dal Cartulario del Monasterio de Eslonza, Parte 1:
  - doc. n° I, datato 912[14]
  - doc. n° II, datato 913[15]
  - doc. n° III, datato 913[16].
García e Muniadomna non ebbero figli[17].
Dopo essere rimasta vedova Muniadomna sposò in seconde nozze il conte di Castiglia Fernando Ansúrez, a cui diede un figlio, Ansur Fernández, secondo la COLECCIÓN DOCUMENTAL DEL MONASTERIO DE SAN PEDRO DE CARDEÑA[1].

### Fonti primarie
- (LA)  Anastasii abbatis opera omnia.
- (LA)  Historia silense
- (LA)  Historia de la Santa A. M. Iglesia de Santiago de Compostela, Tomo II
- (LA)  #ES Cartulario del Monasterio de Eslonza, Parte 1
- (LA)  España sagrada. Volumen 23
- (LA)  España sagrada. Volumen 14

### Letteratura storiografica
- Rafael Altamira, Il califfato occidentale, in L’espansione islamica e la nascita dell’Europa feudale, collana «Storia del mondo medievale», II volume, Milano, Garzanti, 1999  [1979],  pp. 477–515, SBN RAV0065639.
- (ES)  #ES Historia De Los Hechos De España.